# ریوتا ناکانو
ریوتا ناکانو (انگلیسی: Ryōta Nakano؛ زادهٔ ۱ ژانویهٔ ۱۹۷۳) کارگردان فیلم، و فیلم‌نامه‌نویس اهل ژاپن است.